# ニシノライデン
ニシノライデンは日本の競走馬、種牡馬である。中央競馬の重賞 (GII) を4勝した。
斜行癖があることで知られ、朝日チャレンジカップの1位失格や天皇賞・春の2位失格など延べ6回の処分歴があり、「降着制度の産みの親」とも言われる（後述）。
※戦績の馬齢は旧表記（数え年）とする。

## 戦績
4歳となった1984年2月に京都競馬場でデビュー。当初は伊藤清章が騎手をつとめた。デビュー戦を勝った後5戦3勝でクラシック路線に乗るが、三冠馬シンボリルドルフらの壁は厚く、皐月賞は6着、日本ダービーでは5着に終わった。秋に神戸新聞杯2着の後、菊花賞トライアルの京都新聞杯で重賞初制覇。菊花賞では打倒ルドルフの一番手として2番人気に推された。清章の手綱で直線早目に先頭に立って、堂々とシンボリルドルフを負かしにいく競馬をしたが3着に終わった。このレースを実況していた杉本清が、ニシノライデンのレースぶりをのちに著書で褒めている。
5歳初戦の鳴尾記念（当時は3月に開催された芝2500mのGII）で重賞2勝目。大阪杯を挟んで天皇賞・春に出走するがシンボリルドルフの4着に終わった。そして秋初戦の朝日チャレンジカップでは1位に入線するが、斜行して失格となった。清章がこのレースでの処分で騎乗停止となり、次の京都大賞典では田原成貴が初騎乗し、ヤマノシラギクの2着。しかし天皇賞・秋では12着に敗れ、再び清章が騎乗すると阪神大賞典（当時は12月開催）で重賞3勝目をあげ、有馬記念ではシンボリルドルフ、ミホシンザンに次ぐ3着だった。
6歳初戦の日経新春杯で4着に敗れると故障し、1年2ヶ月の休養を経て7歳で復帰。復帰初戦の阪神大賞典は8着。田原が舞い戻ったサンケイ大阪杯優勝を経て、挑んだ天皇賞・春では圧倒的1番人気のミホシンザンに次ぐ2番人気に支持された。レースでは最後の直線で急に外側に斜行し、外を走っていたアサヒエンペラーの進路を妨害。ゴール前ではアサヒエンペラーと内・外が入れ替わっているほどの斜行で、アサヒエンペラーは騎手蛯沢誠治が立ち上がるほどの不利を受けた。この間に内を突いたミホシンザンとニシノライデンがほぼ同時にゴールイン。長い写真判定と審議が行われ、まずは1位ミホシンザン、ハナ差2位にニシノライデンと表示されたが、さらに長引いた審議の末、ニシノライデンは失格処分となった。
GI級のレースで2着までに入線した馬が審議の結果失格処分となったのは日本中央競馬会史上初であった。
続く宝塚記念では、GIレースで初めて1番人気に支持されたが、同期のスズパレードの3着に敗れた。その後故障し、このレースを最後に現役を引退した。

## 競走成績
以下の内容は、netkeiba.comに基づく。
| 競走日     | 競馬場 | 競走名          | 格      | 距離（馬場）  | 頭 数 | 枠 番 | 馬 番 | オッズ （人気） | 着順 | タイム （上り） | 着差 | 騎手      | 斤量 [kg] | 1着馬（2着馬）       | 馬体重 [kg] | 備考     |
| ---------- | ------ | --------------- | ------- | ------------- | ----- | ----- | ----- | --------------- | ---- | --------------- | ---- | --------- | --------- | -------------------- | ----------- | -------- |
| 1984.01.22 | 中京   | 4歳新馬         |         | ダ1700m（稍） | 8     | 4     | 4     | 001.60（1人）   | 01着 | R1:51.70000000  | -0.7 | 0伊藤清章 | 55        | （ブゼンゼット）     |             |          |
| 0000.02.11 | 京都   | 飛梅賞          | 400万下 | ダ1800m（良） | 12    | 5     | 6     | 006.60（2人）   | 06着 | R1:56.10000000  | -0.6 | 0伊藤清章 | 55        | リップコード         |             |          |
| 0000.02.26 | 阪神   | クロッカス賞    | 400万下 | ダ1800m（不） | 14    | 8     | 13    | 009.70（3人）   | 05着 | R1:56.40000000  | -0.6 | 0伊藤清章 | 55        | ヤマトライジン       |             |          |
| 0000.03.11 | 阪神   | 4歳400万下      |         | ダ1700m（良） | 8     | 6     | 6     | 002.80（1人）   | 01着 | R1:47.20000000  | -0.7 | 0伊藤清章 | 55        | （トウジンアイ）     |             |          |
| 0000.03.25 | 阪神   | すみれ賞        | OP      | 芝1600m（重） | 9     | 8     | 9     | 026.30（6人）   | 01着 | R1:37.70000000  | -0.6 | 0伊藤清章 | 55        | （ダイゼンシルバー） |             |          |
| 0000.04.15 | 中山   | 皐月賞          | GI      | 芝2000m（良） | 19    | 7     | 16    | 149.3（13人）   | 06着 | R2:02.70000000  | -1.6 | 0伊藤清章 | 57        | シンボリルドルフ     |             |          |
| 0000.05.06 | 東京   | NHK杯           | GII     | 芝2000m（良） | 9     | 5     | 5     | 030.50（7人）   | 04着 | R2:04.80000000  | -0.8 | 0伊藤清章 | 56        | ビゼンニシキ         |             |          |
| 0000.05.27 | 東京   | 東京優駿        | GI      | 芝2400m（良） | 21    | 3     | 8     | 067.90（9人）   | 05着 | R2:30.30000000  | -1.0 | 0伊藤清章 | 57        | シンボリルドルフ     |             |          |
| 0000.07.01 | 札幌   | 札幌記念        | GIII    | ダ2000m（良） | 12    | 1     | 1     | 018.20（4人）   | 05着 | R2:06.30000000  | -1.8 | 0伊藤清章 | 52        | ローラーキング       |             |          |
| 0000.09.30 | 阪神   | 神戸新聞杯      | GIII    | 芝2000m（良） | 13    | 7     | 11    | 008.70（3人）   | 02着 | R1:59.80000000  | -0.0 | 0伊藤清章 | 56        | ダイゼンシルバー     |             |          |
| 0000.10.21 | 京都   | 京都新聞杯      | GII     | 芝2200m（良） | 18    | 6     | 11    | 006.30（2人）   | 01着 | R2:14.60000000  | -0.0 | 0伊藤清章 | 57        | （アルファジェス）   |             |          |
| 0000.11.11 | 京都   | 菊花賞          | GI      | 芝3000m（稍） | 18    | 6     | 11    | 010.90（2人）   | 03着 | R3:07.60000000  | -0.8 | 0伊藤清章 | 57        | シンボリルドルフ     |             |          |
| 0000.12.02 | 中京   | 愛知杯          | GIII    | 芝2000m（良） | 11    | 1     | 1     | 002.40（1人）   | 08着 | R2:02.10000000  | -1.8 | 0伊藤清章 | 55        | キクノペガサス       |             |          |
| 1985.03.10 | 阪神   | 鳴尾記念        | GII     | 芝2500m（重） | 10    | 7     | 7     | 007.30（3人）   | 01着 | R2:35.70000000  | -0.3 | 0伊藤清章 | 55        | （シンブラウン）     |             |          |
| 0000.03.31 | 阪神   | サンケイ大阪杯  | GII     | 芝2000m（良） | 10    | 6     | 6     | 009.30（4人）   | 07着 | R2:02.60000000  | -1.2 | 0伊藤清章 | 55        | ステートジャガー     |             |          |
| 0000.04.29 | 京都   | 天皇賞（春）    | GI      | 芝3200m（良） | 15    | 1     | 2     | 049.20（6人）   | 04着 | R3:21.60000000  | -1.2 | 0伊藤清章 | 58        | シンボリルドルフ     |             |          |
| 0000.09.15 | 阪神   | 朝日チャレンジC | GIII    | 芝2000m（良） | 9     | 2     | 2     | 003.60（1人）   | 失格 |                 |      | 0伊藤清章 | 57        | ワカオライデン       |             | [ 注 1 ] |
| 0000.10.06 | 京都   | 京都大賞典      | GII     | 芝2400m（重） | 8     | 7     | 7     | 002.20（1人）   | 02着 | R2:29.00000000  | -0.1 | 0田原成貴 | 57        | ヤマノシラギク       |             |          |
| 0000.10.27 | 東京   | 天皇賞（秋）    | GI      | 芝2000m（良） | 17    | 6     | 11    | 038.70（6人）   | 12着 | R2:00.20000000  | -1.5 | 0田原成貴 | 58        | ギャロップダイナ     |             |          |
| 0000.12.01 | 阪神   | 阪神大賞典      | GII     | 芝3000m（稍） | 7     | 3     | 3     | 003.40（1人）   | 01着 | R3:06.80000000  | -0.1 | 0伊藤清章 | 57        | （メジロヘンリー）   |             |          |
| 0000.12.22 | 中山   | 有馬記念        | GI      | 芝2500m（良） | 10    | 4     | 4     | 039.40（6人）   | 03着 | R2:33.90000000  | -0.8 | 0伊藤清章 | 57        | シンボリルドルフ     |             |          |
| 1986.01.19 | 京都   | 日経新春杯      | GII     | 芝2400m（良） | 8     | 5     | 5     | 001.90（1人）   | 04着 | R2:29.6（50.3） | -0.7 | 0伊藤清章 | 58        | フリートホープ       | 488         |          |
| 1987.03.15 | 阪神   | 阪神大賞典      | GII     | 芝3000m（重） | 9     | 6     | 6     | 006.00（3人）   | 08着 | R3:13.5（54.2） | -3.2 | 0伊藤清章 | 58        | スダホーク           | 482         |          |
| 0000.04.05 | 阪神   | サンケイ大阪杯  | GII     | 芝2000m（良） | 11    | 8     | 10    | 012.70（3人）   | 01着 | R2:01.0（47.8） | -0.2 | 0田原成貴 | 58        | （クシロキング）     | 478         |          |
| 0000.04.29 | 京都   | 天皇賞（春）    | GI      | 芝3200m（良） | 10    | 4     | 4     | 007.20（2人）   | 失格 | R3:20.4（48.4） | -0.0 | 0田原成貴 | 58        | ミホシンザン         | 482         | [ 注 2 ] |
| 0000.06.14 | 阪神   | 宝塚記念        | GI      | 芝2200m（良） | 13    | 8     | 12    | 02.80（1人）    | 03着 | R2:12.6（48.3） | -0.3 | 0田原成貴 | 56        | スズパレード         | 488         |          |

## 引退後
引退翌年の1988年より西山牧場で種牡馬となった。馬主の厚意で種牡馬入り間もない頃は桜花賞馬ダイアナソロンの母ベゴニヤや、西山牧場の割合優秀な成績を残した牝馬など、少ないながらもそれなりの繁殖牝馬が集められた。しかし産駒には気性に問題があり、入厩はしたものの出走にこぎ着けられない馬も多く、活躍馬は現れなかった。種牡馬登録は生涯続いたものの、1997年以降は産駒が生まれなかった。繁殖に上がった牝馬もほとんどおらず、結局ニシノライデンの血を引く馬は残せなかった。実質的な種牡馬引退後も西山牧場で功労馬として余生を送り、2011年12月31日に老衰による心臓麻痺により息を引き取った。

## エピソード
- のちにナリタブライアンのトレードマークとなるシャドーロールは、ナリタブライアンの登場までは、本馬もシャドーロールを代名詞とする一頭であった。
- 1位失格となった朝日チャレンジカップでは、ワカオライデンが繰り上がり1着となった。
- 3着に敗れた宝塚記念レース後、西山正行とその実子の西山茂行は、天皇賞で失格を告げられた裁決委員に呼ばれ、パトロールフィルムを見せてもらい、スタート直後にニシノライデンがコース上にできた影に驚いてジャンプし、それで引っかかったところを確認できたという。天皇賞で失格を告げた裁決委員がこの時には「お気の毒ですが」と優しく声をかけてくれたという。
- 西山茂行によると、 セイウンスカイが夜中に馬房で暴れて、自ら馬戦棒に頭を打ち死亡した時にニシノライデンはセイウンスカイの向かいの馬房にいたという（セイウンスカイの死亡からおよそ半年後にニシノライデンも死亡し、2頭は同じ年に亡くなった）[7][8]。

### 第95回天皇賞について
- 問題の天皇賞については、「真っ直ぐ走っていればニシノライデンが天皇賞馬だった」という意見もあるが、騎乗していた田原までも、「ニシノライデンは真っ直ぐ走るよりも、斜めに走る方が調子が良かった」とまで発言していた。
- 田原は天皇賞で騎乗停止処分となり、いずれも当時お手馬であったマックスビューティでのサンスポ杯4歳牝馬特別、フレッシュボイスでの安田記念に騎乗できなかった。いずれも柴田政人（天皇賞ではミホシンザンに騎乗）が騎乗し、勝利を収めた。
- 柴田政人は後に、あくまでも推測としながらも、「ミホシンザンとアサヒエンペラーは馬の格好も似ているし、勝負服も似ていた[9]から、ひょっとして外に来たアサヒエンペラーを俺の馬（ミホシンザン）と間違えて、馬体を併せに来たら斜行してしまったんじゃないか。ニシノライデンとアサヒエンペラーが外に行ったから自分は内を突いて、ゴール板のところでミホシンザンがわずかに前に出たのは確信できた。」と語っている[10]。
- 失格の裁決が下った後、この時の審議に当事者であった田原が呼び出されたのが着順が決定した後だった事から、田原は「きっと、天皇賞馬を失格に出来ないので、ニシノライデンを2着にしたんだよ。」と思ったという。なお、「優勝したが故に、失格されてもおかしくなかったのに失格とならなかった例」は複数例ある[11]。
- ニシノライデンの天皇賞失格以後、「進路妨害等をした馬がレースで発揮した能力についても最大限尊重すべき」という論議が起こり、欧米で採用されていた降着制度が導入される一因となっている[12]。

## 血統表
| ニシノライデンの血統          | ニシノライデンの血統                         | ニシノライデンの血統                | （血統表の出典）  | （血統表の出典）  |
| 父系                          | ボワルセル系                                 | ボワルセル系                        | ボワルセル系      | [ § 2 ]           |
| 父 ダイコーター 1962 鹿毛     | 父の父*ヒンドスタン Hindostan 1946 黒鹿毛    | Bois Roussel                        | Vatout            | Vatout            |
| 父 ダイコーター 1962 鹿毛     | 父の父*ヒンドスタン Hindostan 1946 黒鹿毛    | Bois Roussel                        | Plucky Liege      |                   |
| 父 ダイコーター 1962 鹿毛     | 父の父*ヒンドスタン Hindostan 1946 黒鹿毛    | Sonibai                             | Solario           | Solario           |
| 父 ダイコーター 1962 鹿毛     | 父の父*ヒンドスタン Hindostan 1946 黒鹿毛    | Sonibai                             | Udaipur           |                   |
| 父 ダイコーター 1962 鹿毛     | 父の母*ダイアンケー Dianne K. 1950 鹿毛      | Lillokid                            | Jack High         | Jack High         |
| 父 ダイコーター 1962 鹿毛     | 父の母*ダイアンケー Dianne K. 1950 鹿毛      | Lillokid                            | Amaranth          |                   |
| 父 ダイコーター 1962 鹿毛     | 父の母*ダイアンケー Dianne K. 1950 鹿毛      | Bonnie Luna                         | Bon Homme         | Bon Homme         |
| 父 ダイコーター 1962 鹿毛     | 父の母*ダイアンケー Dianne K. 1950 鹿毛      | Bonnie Luna                         | Rockiluna         |                   |
| 母 ミスホマレシロー 1975 栗毛 | 母の父*ダディダンフィ Daddy Dunphy 1965 鹿毛 | Coboes                              | Mahmoud           | Mahmoud           |
| 母 ミスホマレシロー 1975 栗毛 | 母の父*ダディダンフィ Daddy Dunphy 1965 鹿毛 | Coboes                              | Belle of Troy     |                   |
| 母 ミスホマレシロー 1975 栗毛 | 母の父*ダディダンフィ Daddy Dunphy 1965 鹿毛 | Feria                               | Thoulouse Lautrec | Thoulouse Lautrec |
| 母 ミスホマレシロー 1975 栗毛 | 母の父*ダディダンフィ Daddy Dunphy 1965 鹿毛 | Feria                               | Feira de Rio      |                   |
| 母 ミスホマレシロー 1975 栗毛 | 母の母クリロット 1970 黒鹿毛                 | *オンリーフォアライフ Only For Life | Chanteur          | Chanteur          |
| 母 ミスホマレシロー 1975 栗毛 | 母の母クリロット 1970 黒鹿毛                 | *オンリーフォアライフ Only For Life | Life Sentence     |                   |
| 母 ミスホマレシロー 1975 栗毛 | 母の母クリロット 1970 黒鹿毛                 | クリツヒメ                          | ハクリヨウ        | ハクリヨウ        |
| 母 ミスホマレシロー 1975 栗毛 | 母の母クリロット 1970 黒鹿毛                 | クリツヒメ                          | クリホマレ        |                   |
| 母系(F-No.)                   | セレタ系(FN:1-b)                             | セレタ系(FN:1-b)                    | セレタ系(FN:1-b)  | [ § 3 ]           |
| 5代内の近親交配               | Blue Larkspur 5×5                            | Blue Larkspur 5×5                   | Blue Larkspur 5×5 | [ § 4 ]           |
| 出典                          | 1. 2. 3. 4.                                  | 1. 2. 3. 4.                         | 1. 2. 3. 4.       | 1. 2. 3. 4.       |

母系は西山牧場由来ではなく大東牧場由来のもの。4代母クリホマレはクリペロ・クリヒデの天皇賞馬兄妹の姉にあたり、6代母英月（競走名テツバンザイ）は1941年の阪神優駿牝馬の勝ち馬。